# 昭和塾堂

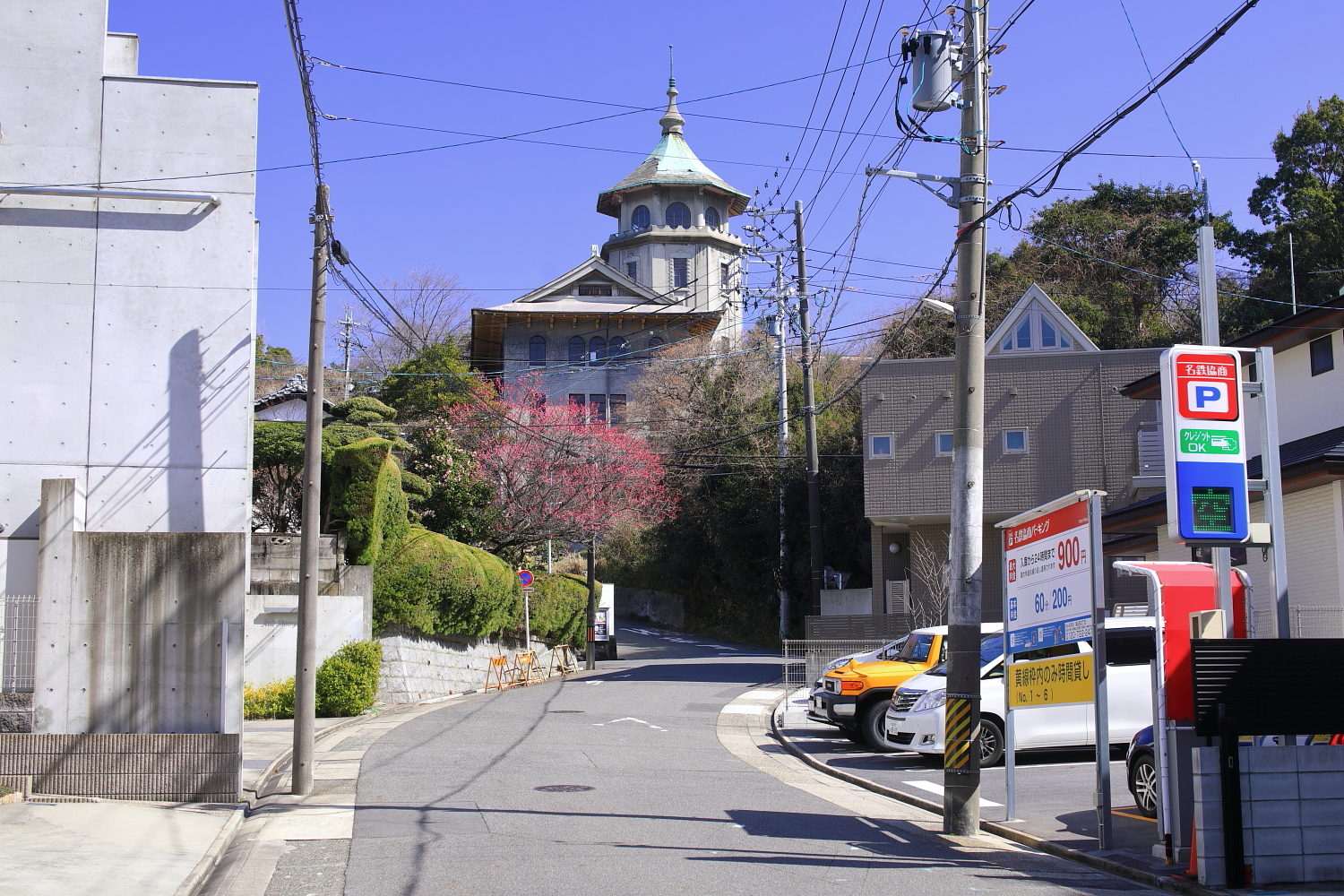
建物西側より望む
（2021年（令和3年）3月）

昭和塾堂（しょうわじゅくどう）は、愛知県名古屋市千種区城山町の城山八幡宮境内に残る昭和戦前期の教育施設。所在地は末森城の二の丸部分に相当する。

## 概要
愛知県が青年向けの社会教育に資するために建設した建物である。計画当初は県の財政難もあり、建設を反対する者があったため、費用の一部を寄付金でまかなうことを条件に予算案が県議会で可決されたという経緯があるという。その結果総額16万円の費用のうち、4万円が寄付により集められた。
また、建設には勤労奉仕として延べ人数にして1081人の青年団員が動員された。
1943年（昭和18年）には旧日本軍により接収されることとなった。戦時中には陸軍の東海軍司令部として使用されることとなった。戦後は、名古屋大学医学部基礎医学系諸教室や、愛知県教育文化研究所、千種区役所仮庁舎などを経て、愛知学院大学大学院歯学部研究棟として使用された。
建物は1967年（昭和42年）に愛知県から城山八幡宮に払い下げられており、愛知学院大学は城山八幡宮からの貸与を受けて使用していたが、2017年（平成29年）4月30日に賃貸借契約は終了した。
名称は当時の愛知県知事である柴田善三郎が命名したものである。計画当初の元号は大正であり、単に「教化殿堂」の名称を予定していた。
城山八幡宮は帝冠様式の先駆けであるとの立場を取るが、名古屋大学西澤研究室は帝冠様式とするのは無理があり、折衷様式であるとする（木戸広太・西澤泰彦『昭和塾堂の建設過程とその建築的特徴に関する報告書』2007）。

## 建築概要
- 設計 - 愛知県営繕課[1]
- 竣工 - 1928年（昭和3年） [1]
- 施工 -  志水組[1]
- 構造 - 鉄筋コンクリート構造[1]
- 所在地 - 〒464-0045 愛知県名古屋市千種区城山町2丁目88番地[4]

## 交通アクセス
- 名古屋市営地下鉄東山線 覚王山駅下車、徒歩で約7分。